# NRN
NRN은 일본의 민영 라디오 방송국 분카 방송과 닛폰방송을 중심으로 1965년 5월 3일 발족된 AM라디오 네트워크이다.
약칭의 풀네임은 National Radio Network이며 가맹방송사 수는 일본의 방송 네트워크중 가장 많다.

## 발족 계기와 네트워크 성격
- JRN의 발족을 계기로 테이프 판매 형태로 독자적인 네트워크를 구성해 있던 분카 방송과 전국 광고주의 광고를 지방국에 판매하고 있던 닛폰 방송이 JRN 발족에 위구심을 느껴 이에 대항하기 위해서 네트워크를 발족하게 되었다.
- 당시, 지방의 라디오 방송국은 오사카나 도쿄의 각 국의 프로그램을 구입하고 있었기 때문에, 그에 따라, 많은 방송국이 JRN과의 크로스넷 방식을 선택하게 되었다.
- 네트워크가 주로 닛폰 방송과 분카 방송이 중심이 되면서 동시에 두 방송국의 방송을 전국에 보낼 수 없는(당연하기는 하지만) 것이 TBS라디오 중심의 JRN과의 최대의 차이이다.
- 그 때문에, 주로 뉴스 네트워크를 고려하고 있던 JRN와는 달리, NRN에서는 녹음 전달을 하는 프로그램도 많다. 또한 규약이 완만하기 때문에, 극히 보기 드물게 NRN 프로그램이 JRN 단독 가맹국에 방송되는 일이 있다. 다만 그 대부분은 NRN 프로그램표에 실린 정규 프로그램은 아니다.

## 가맹국 일람
※ 이 표는, 일본 북쪽에서 남쪽지방 순서로 정리되어있다.
- 기호에 대해
  - ◆는 NRN 단독 가맹국
  - ◇는 JRN 크로스넷 방송국
  - ☆는 텔레비전 방송 겸영국
  - ▼는 AM스테레오 방송 실시국

| 방송구역               | 약칭 | 방송국명                   | 비고 | 기호 |
| 홋카이도               | HBC  | 홋카이도 방송              | | ◇☆   |
| 홋카이도               | STV  | STV라디오                  | 2005년 10월 1일에, 모회사·삿포로 TV 방송 라디오 부문을 계승.                                                                                | ◆    |
| 아오모리현             | RAB  | 아오모리 방송              | | ◇☆   |
| 이와테현               | IBC  | IBC 이와테 방송            | 1995년 5월까지는 이와테 방송 | ◇☆   |
| 미야기현               | TBC  | 도호쿠 방송                | 네트워크를 향한 방송송출이 가능한 설비가 있다.                                                                                              | ◇☆   |
| 아키타현               | ABS  | 아키타 방송                | | ◇☆   |
| 야마가타현             | YBC  | 야마가타 방송              | | ◇☆   |
| 후쿠시마현             | RFC  | 라디오 후쿠시마            | | ◇    |
| 간토 광역권            | QR   | 분카 방송                  | 네트워크 기간국, 후지산케이그룹에 가맹. | ◆▼   |
| 간토 광역권            | LF   | 닛폰 방송                  | 네트워크 기간국, 후지산케이그룹에 가맹. | ◆▼   |
| 이바라키현             | IBS  | 이바라키 방송              | 2001년 4월 정식 가맹 | ◆    |
| 도치기현               | CRT  | 도치기 방송                | | ◆    |
| 야마나시현             | YBS  | 야마나시 방송              | | ◇☆   |
| 나가노현               | SBC  | 신에쓰 방송                | | ◇☆   |
| 니가타현               | BSN  | 니가타방송                 | | ◇☆   |
| 시즈오카현             | SBS  | 시즈오카 방송              | 네트워크를 향한 방송송출이 가능한 설비가 있다.                                                                                              | ◇☆   |
| 주쿄 광역권            | SF   | 도카이 라디오 방송         | 주니치 신문이 필두 주주. 도카이 TV와 관련이 있다. 네트워크를 향한 방송송출이 가능한 설비가 있다.                                            | ◆▼   |
| 도야마현               | KNB  | 기타니혼 방송              | | ◇☆   |
| 이시카와현             | MRO  | 호쿠리쿠 방송              | 1980년 12월 1일 가맹 | ◇☆   |
| 후쿠이현               | FBC  | 후쿠이 방송                | | ◇☆   |
| 긴키 광역권 (오사카부) | ABC  | 아사히 방송                | 긴키 광역권(오사카 부)에서는 3사에서 가맹. 오사카 방송만 후지산케이그룹에 가맹. 네트워크를 향한 방송송출이 가능한 설비가 있다.(오사카방송). | ◇☆   |
| 긴키 광역권 (오사카부) | MBS  | 마이니치 방송              | 긴키 광역권(오사카 부)에서는 3사에서 가맹. 오사카 방송만 후지산케이그룹에 가맹. 네트워크를 향한 방송송출이 가능한 설비가 있다.(오사카방송). | ◇☆   |
| 긴키 광역권 (오사카부) | OBC  | 오사카 방송(라디오 오사카) | 긴키 광역권(오사카 부)에서는 3사에서 가맹. 오사카 방송만 후지산케이그룹에 가맹. 네트워크를 향한 방송송출이 가능한 설비가 있다.(오사카방송). | ◆▼   |
| 교토부                 | KBS  | 교토 방송(KBS 교토)        | 시가 현에서는 KBS 시가 | ◆☆   |
| 시가현                 | KBS  | 교토 방송(KBS 교토)        | 시가 현에서는 KBS 시가 | ◆☆   |
| 와카야마현             | WBS  | 와카야마 방송              | | ◇▼   |
| 돗토리현               | BSS  | 산인 방송                  | | ◇☆   |
| 시마네현               | BSS  | 산인 방송                  | | ◇☆   |
| 오카야마현             | RSK  | 산요 방송                  | 1997년 9월 5일 가맹 | ◇☆▼  |
| 히로시마현             | RCC  | 주고쿠 방송                | 네트워크를 향한 방송송출이 가능한 설비가 있다.                                                                                              | ◇☆▼  |
| 야마구치현             | KRY  | 야마구치 방송              | | ◇☆   |
| 도쿠시마현             | JRT  | 시코쿠 방송                | | ◇☆   |
| 가가와현               | RNC  | 니시닛폰 방송              | | ◇☆   |
| 에히메현               | RNB  | 난카이 방송                | 1979년 3월 1일 가맹 | ◇☆   |
| 고치현                 | RKC  | 고치 방송                  | | ◇☆   |
| 후쿠오카현             | KBC  | 규슈 아사히 방송           | 네트워크를 향한 방송송출이 가능한 설비가 있다.                                                                                              | ◆☆   |
| 사가현                 | NBC  | 나가사키 방송              | 사가 현에서는 NBC 라디오 사가 | ◇☆   |
| 나가사키현             | NBC  | 나가사키 방송              | 사가 현에서는 NBC 라디오 사가 | ◇☆   |
| 구마모토현             | RKK  | 구마모토 방송              | | ◇☆   |
| 오이타현               | OBS  | 오이타 방송                | | ◇☆   |
| 미야자키현             | MRT  | 미야자키 방송              | | ◇☆   |
| 가고시마현             | MBC  | 미나미니혼 방송            | | ◇☆   |
| 오키나와현             | ROK  | 라디오 오키나와            | | ◆    |

## 보충서술
- NRN은 키국이 2개이기 때문에 네트워크 연결시에는 2 방송사의 프로그램이 교대로 방송되고 있다.이 때문에, 2 방송사의 프로그램이 동시간대에 같이 NRN 회선을 통해 방송되는 일은 존재하지 않는다.
- 효고현의 라디오 간사이는 1978년까지 가맹하고 있었지만, 프로야구 요미우리 자이언츠 경기 중계방송권 문제로 제명 처분을 받아 독립국이 되었다. 그러나 이 일로 의해 NRN과의 관계가 완전 중단된 것이 아니고, 현재는 긴키 광역권 중파방송국 3국에서 방송되지 않는 프로그램을 프로그램 구입 형태로 방송 하는 등 NRN와의 관계는 현재도 계속되고 있다.
참고로, 자이언츠 경기권 문제로 당시 NRN 단독 가맹국이었던 기타니혼 방송, 와카야마 방송, 야마구치 방송은 요미우리 자이언츠전을 중계할 수 없게 되어, 후에 TBS 라디오가 거인 중계를 재개했을 때, 스폰서 확보의 관점에서 JRN에도 가맹했다.
그리고 KNB과 달리 JRN 단독 가맹국이었던 호쿠리쿠 방송도 이때 NRN에 가맹하게 되었다.
  - 그 때문에, 평일 오후 10시 대의 방송을 둘러싸고, 2005년에는 이전에는 NRN계의 단독 가맹국이었던 KNB가 NRN의 프로그램 대신 JRN의 프로그램을 연결해, 호쿠리쿠 방송측이 그대로 NRN계 프로그램을 방송한다는 상황이 발생했다.
- 또, 기후 방송에서는 당초부터 NRN에 가맹하지 않았지만, 도카이 라디오 방송에서 방송되지 않은 프로그램을 일부 구입해 방송하고 있다.
- 도카이 지방의 CBC 라디오은 원래 NRN에 가맹하지 않았다. 그러다가 닛폰 방송이 올나이트 니폰 전국방송을 시작하게 되었을 때 주쿄 지역의 가맹국인 도카이 라디오에 방송을 의뢰했는데, 당시 도카이 라디오에서 자사에서 제작한 인기 심야 방송을 방송하겠다는 이유로 거절당하자, 같은 시간대 시청률이 도카이 라디오에 밀리는 JRN 계열국 CBC 라디오에 방송을 의뢰해서 현재도 방송되고 있다(다만 NRN과의 방송회선이 없기 때문에, 닛폰 방송과 CBC 도쿄 지사와 회선을 직접 연결해, 도쿄 지사를 통해 CBC 라디오에 방송되고 있다). 그러한 경위도 있어서이지 지금도 숫자는 적어졌지만 NRN 계열의 프로그램을 방송하고 있다.(그중에는 NRN 단독 가맹국 전용 프로그램도 있다).
- 산요 방송은, 가가와 현의 니시닛폰 방송과 방송구역이 달라 오랫동안 JRN 단독 가맹을 유지했지만, 인기 심야 방송을 확보하는 차원에서 1997년 NRN에 가맹했다. 이 때, RNC도 JRN에 가맹했다.